# Yperman
Yperman is een Belgisch bier. Het wordt gebrouwen door Brouwerij Het Sas te Boezinge, een deelgemeente van de Ieper.

## Achtergrond
De naam van het bier verwijst naar Jan Yperman, een middeleeuws chirurgijn die werkte te Ieper.

Het bier wordt gebrouwen sinds 1989. Op het etiket staat een kat met een glas bier in de hand, naast de Lakenhalle van Ieper. De kat is eveneens een verwijzing naar Ieper, de kattenstad.
Yperman is erkend als streekproduct van de Westhoek.

## Het bier
Yperman is een amberkleurige ale van hoge gisting met een alcoholpercentage van 5,5% en een densiteit van 11,4° Plato.

## Etiketbier
Yperman was het moederbier van Lokernaere. Dit etiketbier werd gebrouwen vanaf 1995, maar intussen is het niet meer op de markt.